# 折背龜屬
折背龜屬（Kinixys）是陸龜科下的一個屬。其下生物只生活在非洲，  既有食肉類也有食草類。

## 種
該屬下現有6種：
- 鐘紋折背龜 Kinixys belliana
- 鋸齒折背龜 Kinixys erosa
- 荷葉折背龜 Kinixys homeana
- 洛巴策折背龜 kinixys lobatsiana
- 壘包折背龜 Kinixys natalensis

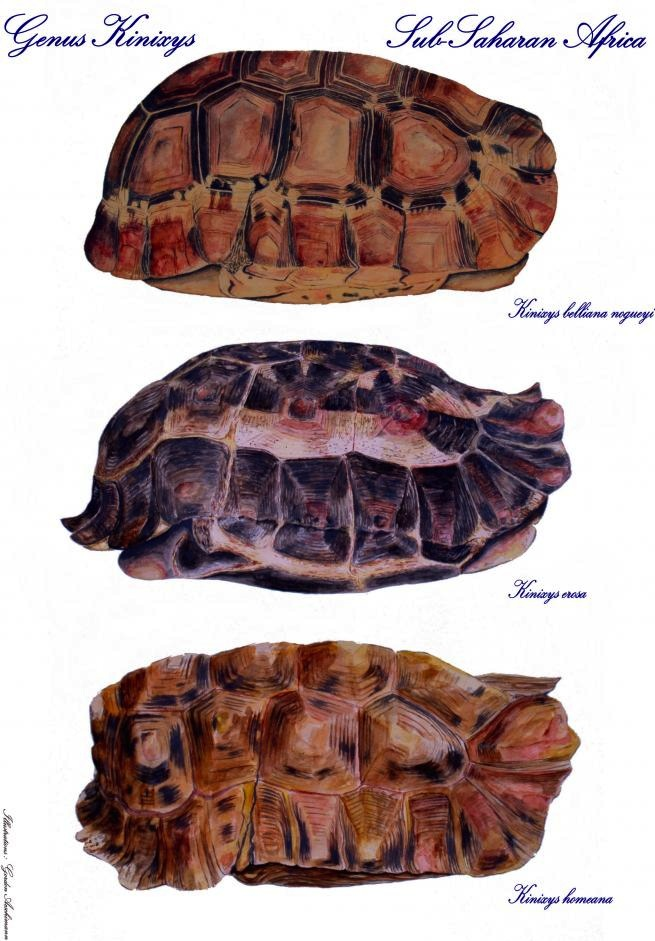
鐘紋折背龜、鋸齒折背龜、荷葉折背龜

- 斑紋折背龜 Kinixys spekii

## 外部連結
- 網絡生命大百科